# 尼氏深海黑魚
尼氏深海黑魚，為輻鰭魚綱水珍魚目管肩魚科的其中一種，為深海魚類，分布於中東大西洋及印度洋海域，深度1500-2000公尺，體長可達29.1公分，棲息在底中層水域，生活習性不明。

## 扩展阅读
維基物種上的相關：尼氏深海黑魚